# 小木ノ城駅
小木ノ城駅（おぎのじょうえき）は、新潟県三島郡出雲崎町大字小木にある、東日本旅客鉄道（JR東日本）越後線の駅である。

## 歴史
地元住民の請願により開設された。

### 年表
- 1958年（昭和33年）6月25日：開業[1][2]。旅客のみを取り扱う駅員無配置駅[3]。
- 1987年（昭和62年）4月1日：国鉄分割民営化により、東日本旅客鉄道（JR東日本）の駅となる[4]。

## 駅構造
単式ホーム1面1線を有する地上駅である。長岡駅管理の無人駅で、駅舎はなく待合室のみがある。
駅横に当時郵政大臣であった田中角栄の揮毫による竣工記念碑が建立されている。

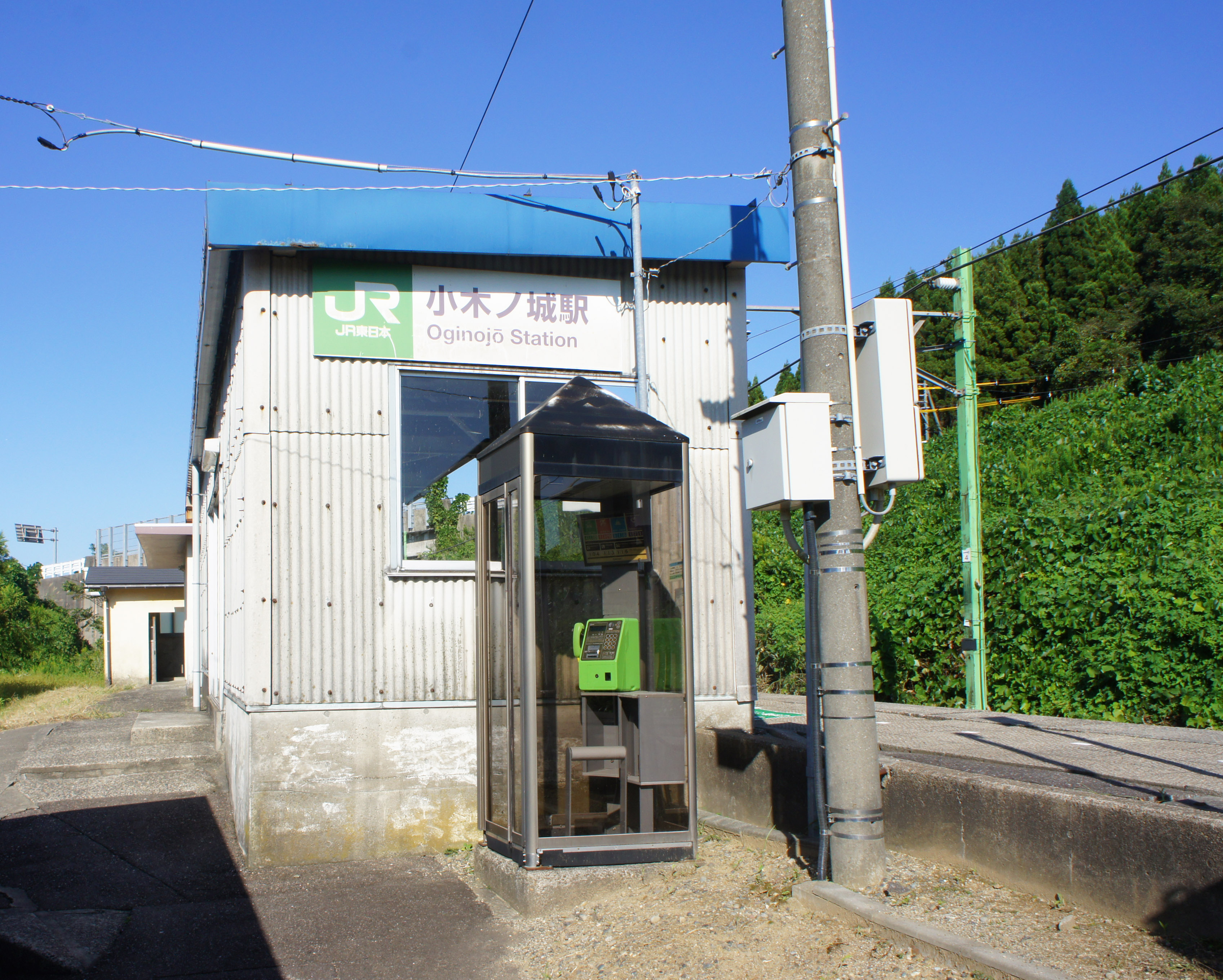
駅出入口（2021年9月）
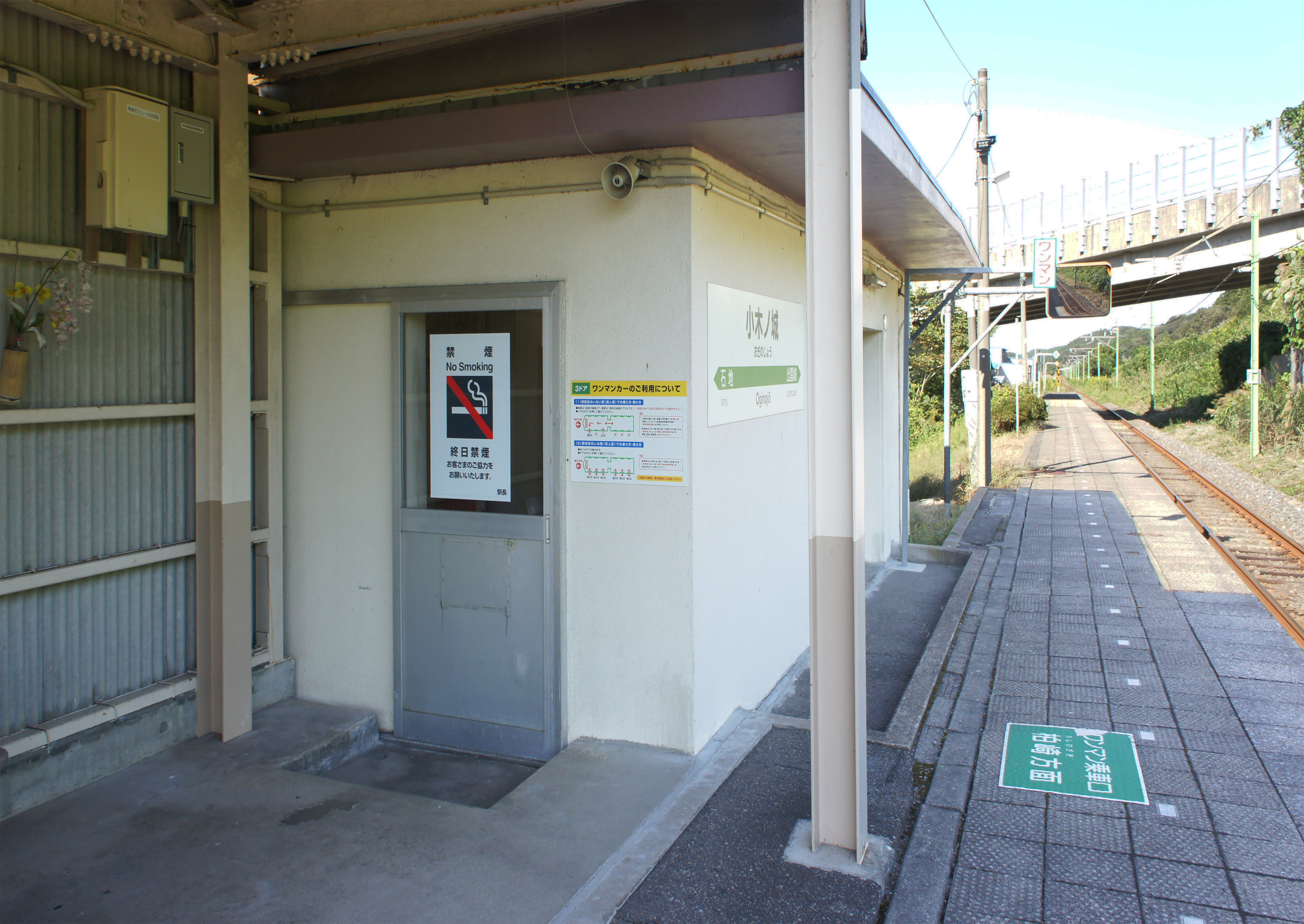
待合室外観（2021年9月）
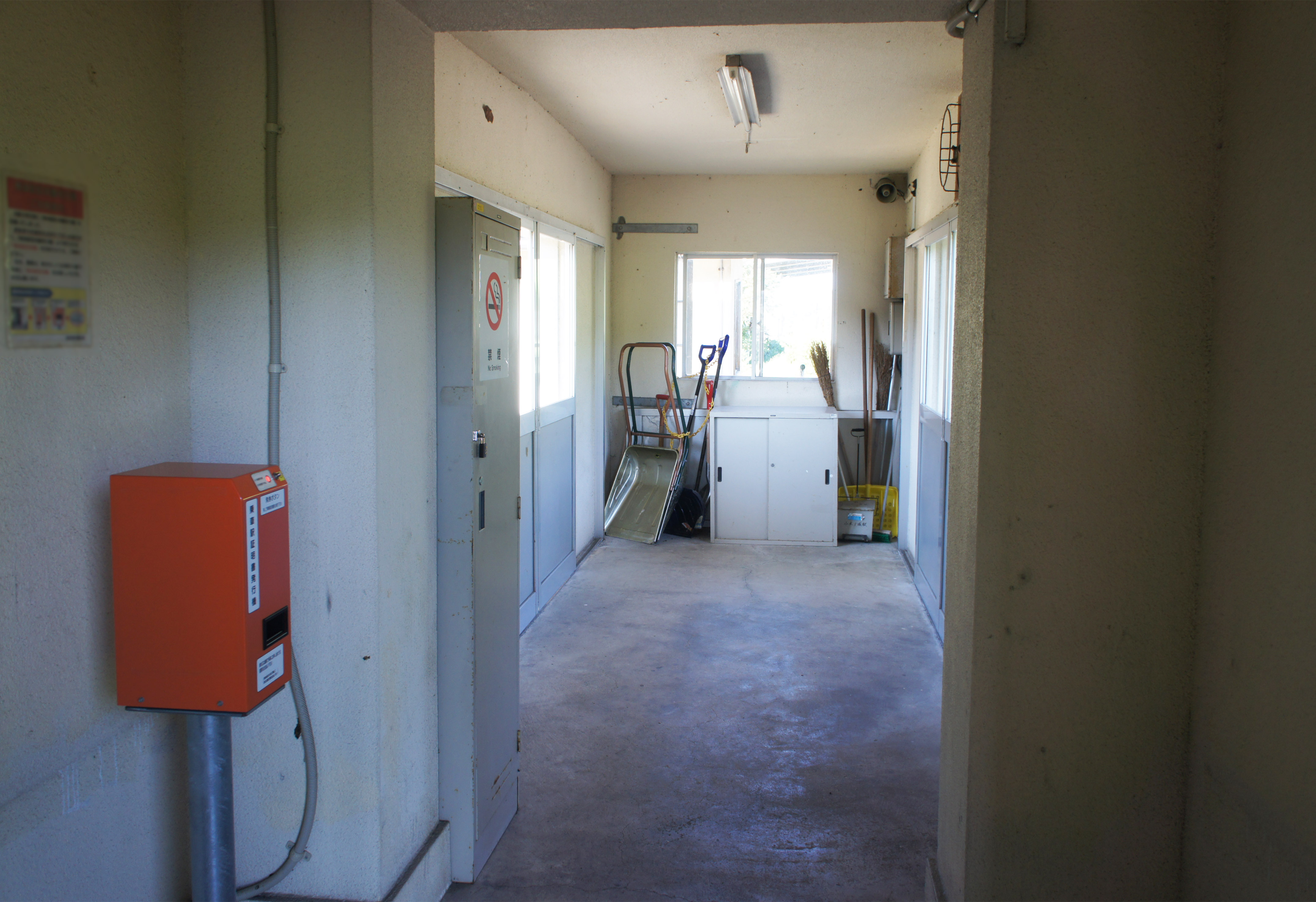
待合室内（2021年9月）
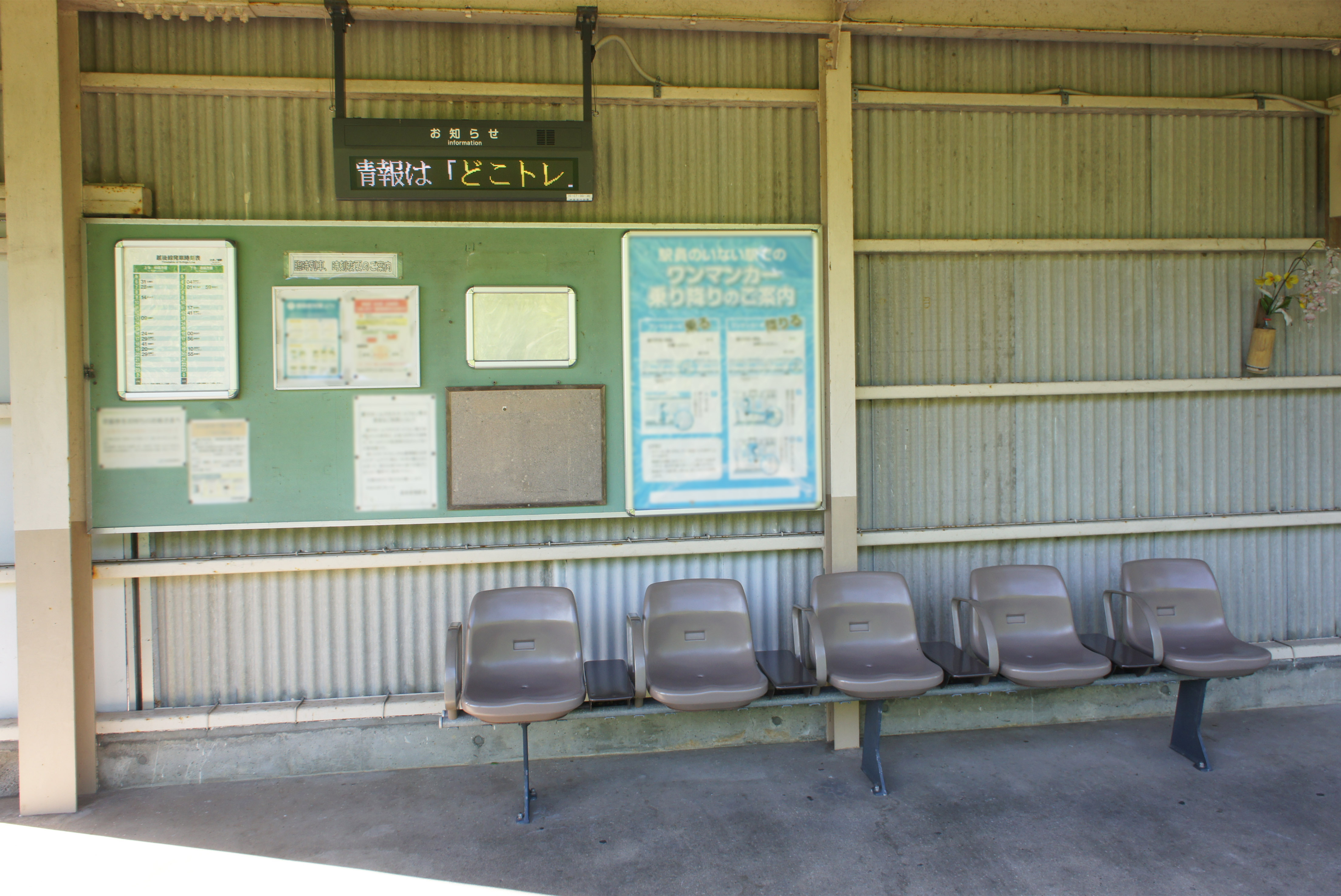
ホーム待合室（2021年9月）
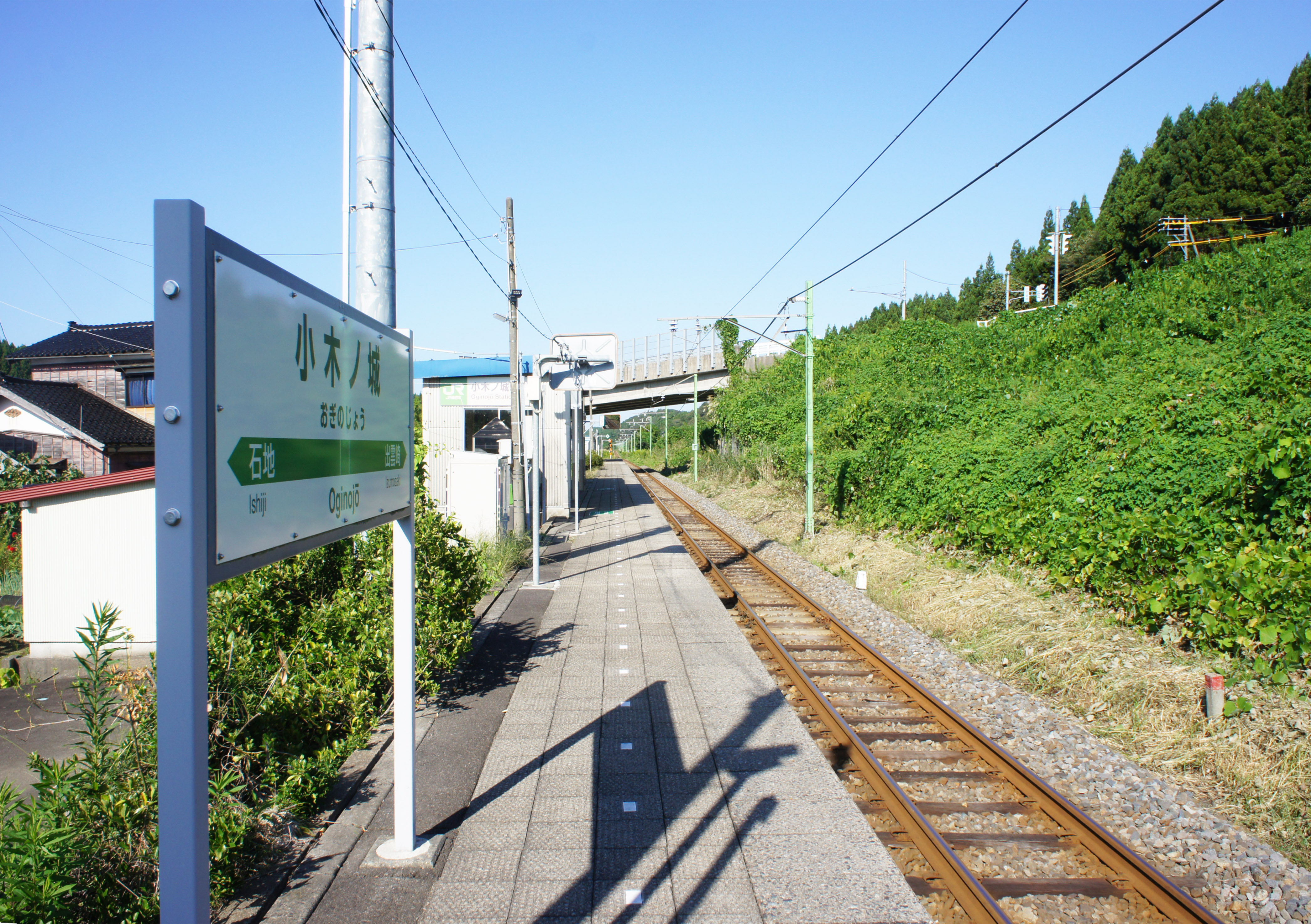
ホーム（2021年9月）

## 駅周辺
駅周辺は出雲崎町小木地区の住宅地となっており、商店や保育園などがある。国道116号沿いにはコンビニエンスストアや飲食店が出店している。
- 国道116号（出雲崎バイパス）[1]
- 新潟県道336号出雲崎石地線
- 新潟県道574号寺泊西山線
- 小木ノ城駅前簡易郵便局
- セブンイレブン 出雲崎町バイパス店
- 小木ノ城址 - 駅名の由来となった城跡で、駅から4 kmほどのところにある[1][2]。

## バス路線
町内全域を運行エリアとする出雲崎町デマンド交通「てまりん」が設定されている。

## 隣の駅
東日本旅客鉄道（JR東日本）
■越後線
石地駅 - 小木ノ城駅 - 出雲崎駅